# Herondas
Herondas, græsk digter fra Kos i 3. århundrede f.Kr., Forf. til Mimiamber o: dram.
Smaadigte i ionisk Dialekt og choliambisk Versemaal, der giver stærkt realistiske Billeder af
Hverdagslivet og rimeligvis har været bestemte til dramatisk Foredrag ved Gæstebud; Titlerne
paa de bedst bevarede er: »Koblersken«, »Bordelværten«, »Skolelæreren«, »Kvinderne, der
tilbeder Asklepios«, »Den skinsyge«, »Veninderne«, »Skomageren«, »Drømmen«. Udg. af
Ke-nyon (1891), Rutheiford (1891), Herwerden (i »Mnemosyne«, XX, 1892), Bucheler (med lat.
Overs., 1892), Crusius (1892, 4. Udg. 1908), Nairn (Oxford 1904); de 3 første er oversatte
på dansk af Niels Møller i »Nord. Tidsskr. f. Filol.« (1892—93).